# Boarps hed
Boarps hed är ett naturreservat i Kristianstads kommun.
Reservatet består av en näringsfattig ljunghed med ett antal mindre myrar av kärrtyp. Heden är en liten rest av de stora ljunghedar som var talrika i södra och västra Götaland under 1700- och 1800-talet. Dessa ljunghedar var resultatet av skogsskövling och ett ihållande bete på näringsfattiga och torra marker. I den nordöstra delen av Boarps hed finns kullen Högabjär som är 183 meter över havet. Bjär är ett gammalt skånskt (östdanskt) ord för berg.
Boarps hed är även ett natura 2000-område.

## Flora och fauna
På ljungheden växer förutom ljung även blodrot, blåbär, fryle, kruståtel, lingon och stenmåra. På de gräsrikare delarna finns fårsvingel, knägräs, rödven, slåttergubbe och vårbrodd.
Kärren, de våtare delarna av myrarna, domineras av tuvull och veketåg. På fuktheden mellan kärren och ljungheden växer borsttåg, granspira, klockljung, odon, och stagg. Ett gammalt namn på stagg var stålgräs, då det slet hårt på lien på grund av en hög halt av kiseldioxid och lignin.

## Vägbeskrivning
Från E22 svänger man av cirka 2 km söder om Linderöd på grusvägen till Boarp. Efter cirka 500 m svänger man höger och efter ytterligare cirka 700 m svänger man snett fram mot vänster. Naturreservatet ligger bortom gården man passerar efter cirka 300 m.